# Emanuele Concetti
Emanuele Concetti (Roma, 3 giugno 1978) è un ex calciatore italiano, di ruolo portiere, preparatore dei portieri della formazione Under-18 della Roma.

## Carriera

### Club
Concetti inizia la sua carriera da professionista con la maglia della Lazio. Nel 2000 viene dato in prestito all'Arezzo. Successivamente fa ritorno alla Lazio e ne diviene terzo portiere alle spalle di due "grandi" come Angelo Peruzzi e Luca Marchegiani riuscendo comunque ad esordire sia in campionato che nelle coppe europee.
Nel luglio del 2003 viene tesserato dal Perugia ma prima dell'inizio della stagione viene girato in prestito al Catania. Nel gennaio del 2005 va alla Lodigiani e un anno dopo si trasferisce alla Sambenedettese.
All'inizio del campionato 2006/2007 fa parte della rosa del Monzama nel mese di gennaio va al ChievoVerona.
Nell'estate del 2007 si trasferisce al Crotone. Scaduto il contratto con i calabresi, il 25 agosto 2011 firma un triennale con il Pergocrema, squadra lombarda di Lega Pro Prima Divisione.
All'apertura del mercato di riparazione, nel gennaio 2012, viene ceduto in prestito alla Nocerina, compagine militante in Serie B.
Svincolato a fine stagione per il fallimento del Pergocrema, il 12 luglio 2012 torna al Crotone firmando un contratto biennale.

## Palmarès

### Competizioni nazionali
- Campionato italiano: 1

Lazio: 1999-2000
- Coppa Italia: 1

Lazio: 1999-2000
- Supercoppa italiana: 1

Lazio: 1998

### Competizioni internazionali
- Supercoppa UEFA: 1

Lazio: 1999
- Coppa delle Coppe: 1

Lazio: 1998-1999